# الوار تراشه موازی

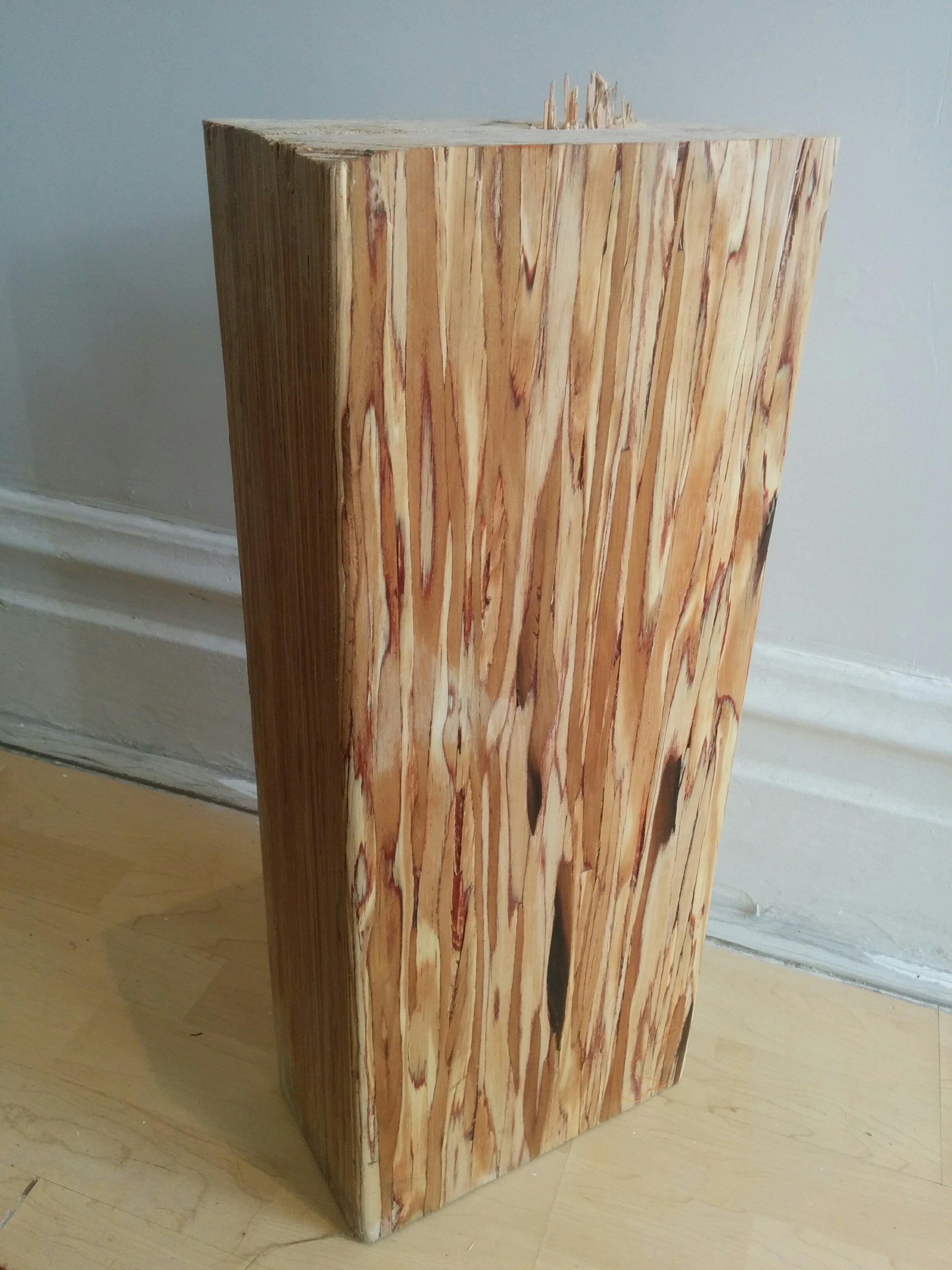
یک قطعه الوار تراشه موازی

الوار تراشهٔ موازی (PSL) شکلی از فرآورده‌های مهندسی شده چوبی است که از اتصال تراشه‌های چوبی به صورت موازی به یکدیگر و با استفاده از چسب تولید می‌شود. این محصول به عنوان تیر، ستون، قیدهای افقی، تیرچه و سایر کاربردها مورد استفاده قرار می‌گیرد. تراشه‌ها در الوار تراشه موازی اجزای روکش بریده شده می‌باشد که حداقل ابعاد آنها ۴/۶ میلی‌متر و طول متوسط آنها حداقل ۳۰۰ برابر این ابعاد (حداقل ابعاد) است (حدود ۸/۱ متر). الوار تراشه موازی یکی از اعضای خانواده الوارهای مرکب ساختمانی از محصولات مهندسی شده چوبی می‌باشد.
مقاومت‌های الوار تراشه موازی بیشتر از الوار اره شده می‌باشد زیرا تراشه‌ها به صورت جهت دار و تحت فشار بالا به یکدیگر چسبانده شده‌اند. این عمل منجر می‌شود که الوار تراشه موازی به یک ماده بسیار متراکم تر و مقاوم تر تبدیل گردد. به علت اینکه گره‌ها و سایر معایب طبیعی چوب که به صورت تصادفی در سراسر محصول پراکنده می‌شود (و به وسیله چسب تقویت و پر می‌شود)، تغییرات مقاومت از یک قطعه به قطعه دیگر الوار تراشه موازی کمتر از تیرهای چوب ماسیو می‌باشد. الوار تراشه موازی مقادیر بالاتری از مقاومت خمشی، کشش موازی الیاف و فشار موازی با الیاف در مقایسه با چوب ماسیو دارند.
پارالام (Parallam) نام تجاری محصولی است که توسط MacMillan Bloedel (اکنون Weyerhaeuser) اختراع، توسعه، تجاری سازی و ثبت اختراع شده‌است. این تنها چوب تراشه موازی در سطح جهان می‌باشد که به صورت تجاری تولید و به بازار ارائه می‌گردد. الوار تراشه موازی می‌تواند از هر گونه چوبی تولید گردد. اما دوگلاس‌فر، کاج جنوبی، هملاک غربی و صنوبر زرد به‌طور معمول به علت مقاومت بالایی که دارند، بیشتر مورد استفاده قرار گرفته‌است.

الوار تراشه موازی به صورت الوارهای کوتاه با ابعاد ۳۰۰× ۳۰۰ میلی‌متر یا ۴۶۰ × ۳۰۰ میلی‌متر با سطح مقطع مستطیل شکل تولید می‌شود که پس از آن به‌طور معمول با ابعاد سطح مقطع مشابه برش داده می‌شوند. تیرها به‌طور پیوسته تولید می‌شود؛ بنابراین طول تیرها تنها به حداکثر طولی که می‌توان جابه‌جا و حمل و نقل کرد محدود می‌باشند. عرض‌های متداول الوار تراشه موازی ۸۹، ۱۳۳ یا ۱۷۸ میلی‌متر و ضخامت‌های متداول آنها ۲۴۰، ۳۰۰، ۳۶۰، ۴۱۰ و ۴۶۰ میلی‌متر می‌باشد. معمولاً تیرها به حداکثر طول ۱۸ متر ساخته می‌شوند. 

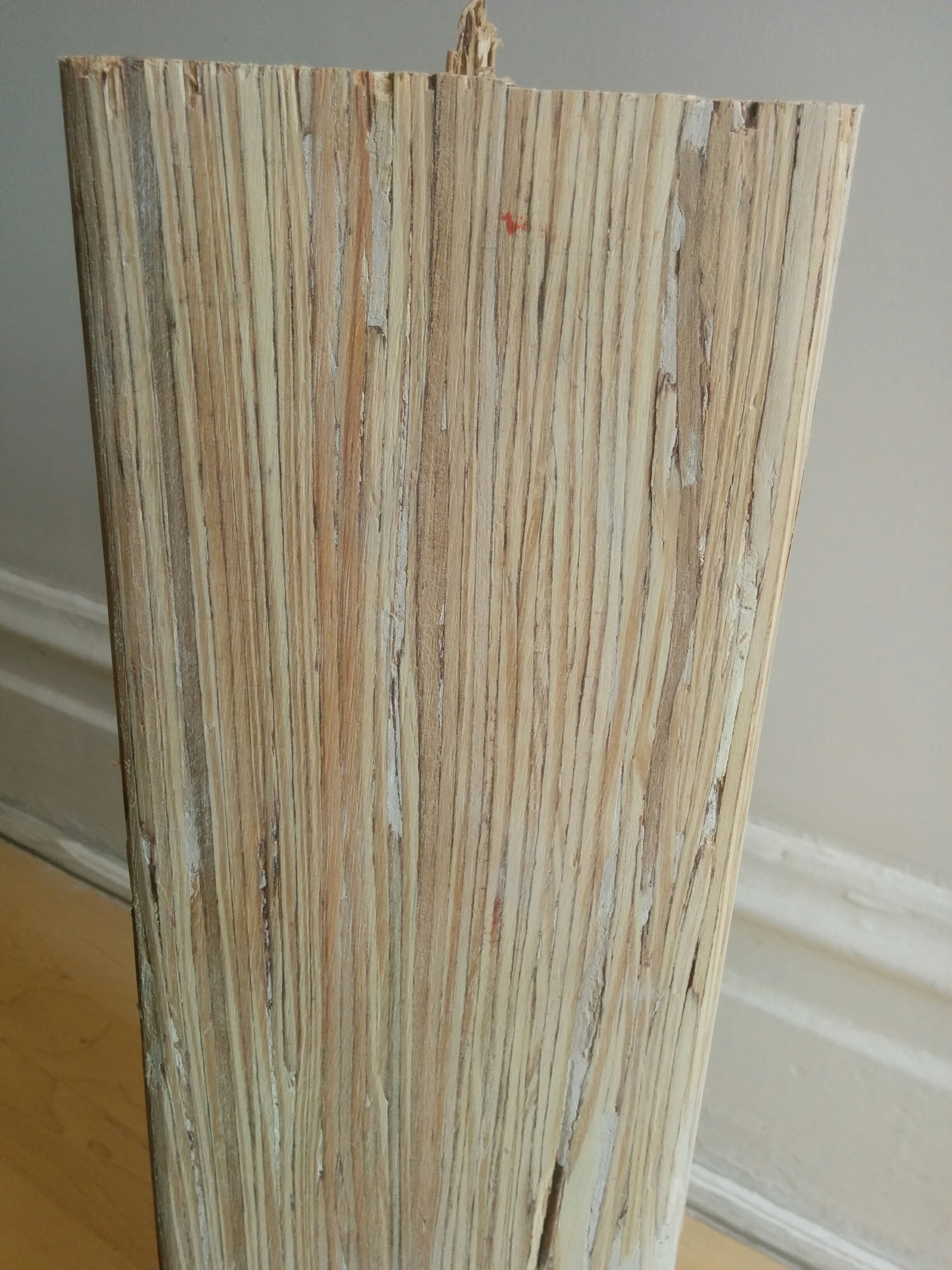
تراشه‌های الوار تراشه موازی از نمای جانبی
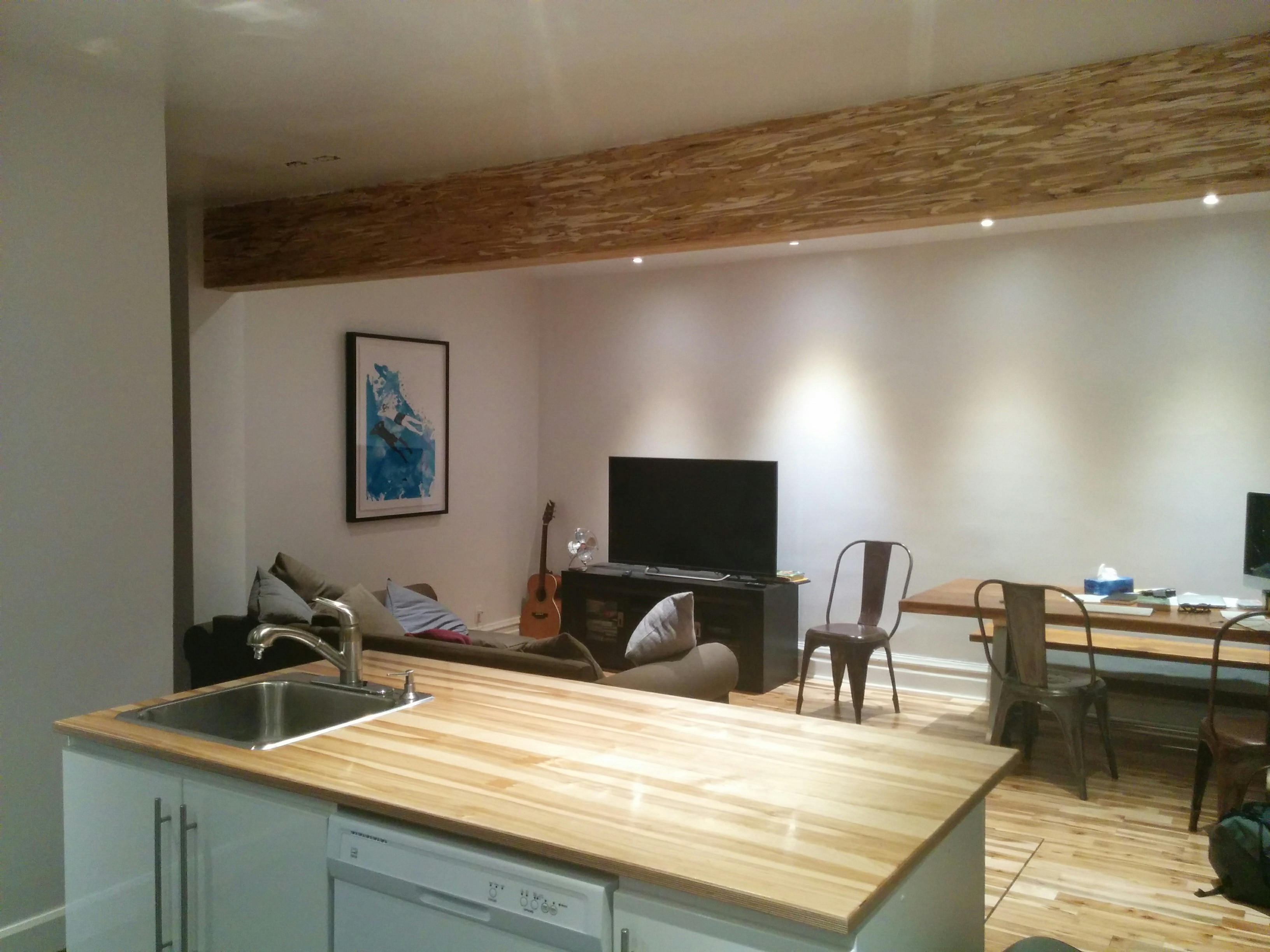
یک الوار تراشه موازی نصب شده در یک آپارتمان
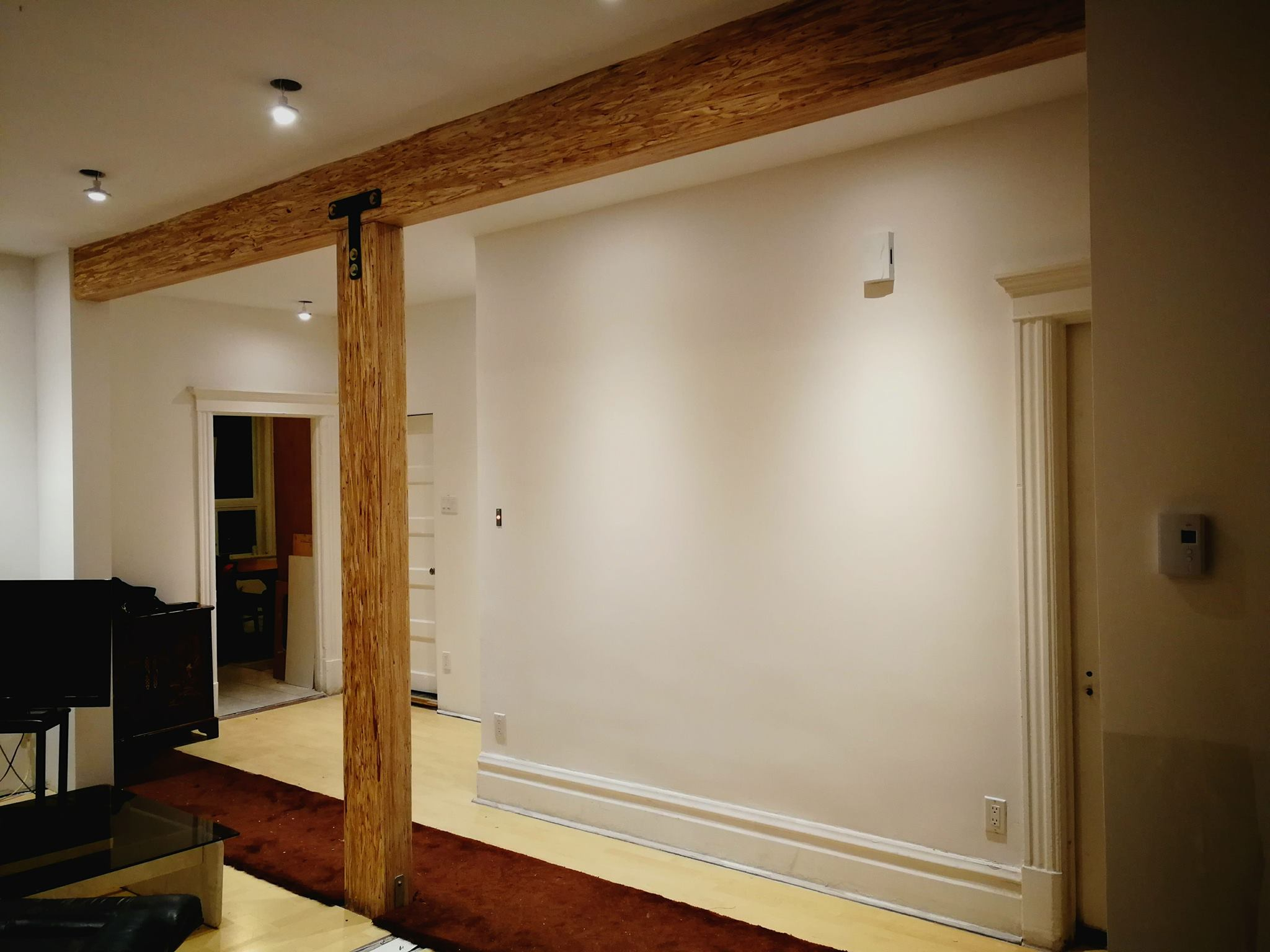
آپارتمانی با تیر و ستون از الوار تراشه موازی